# Superpuder
Superpuder – polski zespół pop-rockowy założony w 2004 roku w Łodzi przez Wojtka Łuszczykiewicza i Tomka Krawczyka (gitarzystów m.in. Urszuli Dudziak, Bisquit, Mafii).
Ich największym hitem jest piosenka o napastniku Reprezentacji Polski Grzegorzu Rasiaku, nosząca tytuł Rasiak Song. Jest to przeróbka starego przeboju Skaldów Wszystko mi mówi, że mnie ktoś pokochał. 
W Opolu zostali nagrodzeni za Alternatywny Debiut Roku.
Zespół Superpuder dwukrotnie gościł w programie Pytanie na śniadanie. Ze swoją piosenką Film Renaty pojawił się także w programie Kuba Wojewódzki a w sejmie, podczas wizyty, z Renatą Beger nakręcili teledysk do wcześniej wymienianej piosenki. Nagrali także piosenkę o Pawle Janasie Co zrobił Janas?, która jest oparta na piosence Natalii Kukulskiej Co powie tata.
W 2006 roku zostali nominowani do nagrody Złotych Dziobów Radia Wawa w kategorii Odkrycie Roku.
Na początku 2007 roku zespół wydał płytę pt. Mowa-Trawa, jednak później zawiesił swoją działalność na czas nieokreślony, w międzyczasie z zespołu odszedł kolejny członek zespołu (Bartek Szymański). Zespół toczy sprawę sądową ze studiem Reda w sprawie płyty, która według zespołu jest sprzedawana po zawyżonej cenie.
W drugiej połowie 2007 roku z inicjatywy Tomasza Luberta dotychczasowi członkowie zespołu Superpuder rozpoczęli działalność jako nowy zespół, pod nazwą Video.

## Członkowie
- Wojtek Łuszczykiewicz – wokal, gitara
- Piotr Siadul – bas
- Emilian Waluchowski – perkusja

## Dyskografia
- Mowa-Trawa (2007)